# KMess
KMess es un cliente de mensajería instantánea libre para GNU/Linux. Es un clon de MSN Messenger. La ventaja de KMess radica en su integración con el entorno de escritorio KDE, enfocado en características específicas de MSN Messenger y una interfaz fácil de usar.

## Características

### Compatibilidad con el Protocolo de MSN
- Compatibilidad para charlas en grupo con múltiples contactos.
- Transferencia de archivos, tanto envío como recepción.
- Transferencia de imágenes.
- Compatibilidad completa con emoticonos.
- Cambio de tipografía y color.
- Muestra los contactos que no te tienen en su lista.
- Informa si un contacto está escribiendo un mensaje por el parpadeo de su imagen de contacto.
- Inicia sesión como invisible en vez de en línea.
- Compatibilidad con Hotmail, con conteo de la bandeja de entrada, nuevas notificaciones de correo electrónico, y la capacidad de abrir la bandeja de entrada de Hotmail.
- Muestra los perfiles MSN de los contactos, y abre las páginas de búsqueda de MSN.
- Compatibilidad con invitaciones entre NetMeeting y GnomeMeeting.

### Interfaz de KMess
- Permite mostrar u ocultar contactos desconectados.
- Permite mostrar u ocultar los grupos especiales «permitido» y «eliminado» para modificarlos desde la lista de contactos.
- Organiza la lista de contactos por grupos o por estado de conexión.
- Los grupos muestran la cantidad de contactos en línea (por ejemplo: «Amigos (2/5)»).
- Barra lateral en la ventana de charla con un énfasis en las imágenes de contactos. En una conversación grupal, los diferentes contactos se mostrarán en la barra lateral.
- Alteración y destello en la barra de tareas para informar de un mensaje recibido.
- Una imagen de fondo ha sido añadida a la lista de contactos.
- Se pueden mostrar emoticonos también en la lista de contactos.
- Internacionalización, con traducciones a inglés, neerlandés, alemán, español y chino.

### Características adicionales de KMess
- Muestra marcas de tiempo cuando los contactos envían mensajes.
- Creación de un formato de charla «compacto» para reducir el tamaño de la ventana.
- El texto puede ser formateado con *negrita*, /itálica/ o _subrayado_.
- Capacidad de establecer a los mensajes de cada contacto una tipografía y color particulares.
- Capacidad de mostrar los contactos con un nombre particular, en vez del propio nombre del contacto.
- Asignación manual de imágenes para los contactos.
- Configuración de las notificaciones de sonido y ventana emergente para cada contacto.
- Un estado de "ausente con respuesta automática" que responderá a los contactos con un mensaje de ausente especificado por el usuario.
- Los grupos se pueden reordenar.
- Posibilidad de tener múltiples perfiles de usuario.
- Un conjunto de emoticonos personalizado GPLed.
- Capacidad de usar diferentes temas de emoticonos.
- Registro de charla con marcado completo.
- Los registros de charla se pueden ordenar en subdirectorios por día, semana o mes.
- Inicio de sesión automático, tanto en la ventana de configuración como por línea de comandos (con "kmess --autologin nombre@hotmail.com", por ejemplo).

## Etimología
Originalmente su nombre era «KMsn», luego fue cambiado a «KMess». La «K» proviene de KDE, debido a que la mayoría de aplicaciones para este escritorio contienen la letra K; «Mess» es una abreviatura de «Messenger» a la vez que una parodia de sí mismo.